# ГЕС Шанькоу
ГЕС Шанькоу (山口水电站) — гідроелектростанція на північному заході Китаю в провінції Сіньцзян. Знаходячись після ГЕС Qiàfǔqíhǎi, входить до складу каскаду на річці Текес, лівій твірній Ілі (тече до розташованого на території Казахстану безстічного озера Балхаш).
У межах проєкту долину річки перекрили комбінованою греблею висотою 51 метр, довжиною 963 метри та шириною по гребеню 8 метрів, яка складається з розташованої у річищі ділянки з ущільненого котком бетону та прилягаючої до неї праворуч насипної секції. Ця споруда утримує водосховище з об'ємом 121 млн м3.
Пригреблевий машинний зал обладнали генераторним обладнанням загальною потужністю 141 МВт, яке забезпечує виробництво 572 млн кВт·год електроенергії на рік.